# Кунимицу Секигучи
Кунимицу Секигучи (јап. 関口 訓充; 26. децембар 1985) јапански је фудбалер.

## Каријера
Током каријере је играо за Вегалта Сендај, Урава Ред Дајмондс и Серезо Осака.

## Репрезентација
За репрезентацију Јапана дебитовао је 2010. године. За тај тим је одиграо 3 утакмице.

## Статистика
| Јапан  | Јапан   | Јапан  |
| Година | Наступи | Голови |
| ------ | ------- | ------ |
| 2010.  | 1       | 0      |
| 2011.  | 2       | 0      |
| Укупно | 3       | 0      |